# Quattro casi per Hercule Poirot
Quattro casi per Hercule Poirot raccoglie quattro racconti gialli scritti da Agatha Christie e pubblicati per la prima volta nel 1937 nel volume Murder in the Mews and Other Stories. Tutti i racconti hanno come protagonista Hercule Poirot.
I racconti dell'antologia sono i seguenti:
- Delitto nei Mews  (Murder in the Mews)
- Il furto incredibile (The Incredible Theft)
- Lo specchio del morto (Dead Man's Mirror)
- Triangolo a Rodi (Triangle at Rhodes)

## Trama

### Delitto nei Mews
In questo racconto Poirot deve investigare sulla morte della signora Allen, per stabilire se si tratta di omicidio o suicidio. Japp chiede a Poirot di raggiungerlo nei Mews dove la giovane vedova Barbara Allen si è sparata la sera prima. La signora Allen era stata trovata dalla sua coinquilina, Miss Jane Plenderleith. Il dottore spiega che la vittima era stata colpita alla tempia sinistra con una pistola, che poi era stata posizionata nella mano destra, una posizione impossibile da raggiungere con la mano destra. Sembra che si tratti di un omicidio fatto passare per suicidio. Miss Plenderleith spiega che la pistola appartiene alla signora Allen, ma non riesce a dare una motivazione al suicidio. Japp e Poirot scoprono che dall'arma sono state rimosse le impronte e che la donna aveva prelevato ingenti somme dal suo conto. Un vicino di casa rivela di aver visto un uomo allontanarsi dall'abitazione la sera prima e Miss Plenderleith suggerisce che si tratti di Major Eustace, un amico di Barbara. La coinquilina aveva la sensazione che Mrs Allen temesse quell'uomo e Japp e Poirot ipotizzano che la stesse ricattando. I detective interrogano Eustace, e si accorgono che fuma una marca di sigarette turche i cui mozziconi sono stati trovati nella casa della defunta, e dimostrano anche che il frammento di un gemello trovato nella stanza di Barbara appartiene proprio al ricattatore. Poirot chiede a Japp e Miss Plenderleith di andare nel suo appartamento dove annuncia l'arresto di Eustace. L'investigatore però non crede che sia lui il colpevole. Secondo Poirot, Miss Plenderleith, tornata a casa, aveva trovato la sua amica morta - spinta a uccidersi a causa dei ricatti subiti - e aveva deciso di vendicarla, facendo passare il suicidio per omicidio, in modo da far ricadere la colpa su Eustace. La donna viene convinta da Poirot che Major Eustace sarà imprigionato per i suoi altri crimini, e accetta di dire la verità per salvare l'uomo dalla forca.

La trama del racconto riprende quella de "Il mistero di Market Basing", incluso nella raccolta I primi casi di Poirot.

### Furto incredibile
Il racconto ripropone lo stesso impianto di trama presente anche in un altro racconto della Christie (I piani del sottomarino) incluso nella raccolta I primi casi di Poirot. 
Lord Charles Mayfield, politico e ingegnere, dà una festa a casa sua. Vengono invitati Sir George Carrington, sua moglie Julia e il figlio Reggie, l'americana Vanderlyn, la signora Macatta e il signor Carlile, segretario di Lord Charles. Alla fine della cena Lord Mayfield e Sir George discutono sui piani per un nuovo aereo da caccia che conferirebbe ai britannici la supremazia nell'aria. I due gentiluomini sospettano che la signora Vanderlyn sia coinvolta nello spionaggio estero, e Lord Charles decide di usare i piani dell'aereo come esca per incastrarla. Il signor Carlile viene mandato a prendere i piani dalla cassaforte, mentre i due gentiluomini passeggiano in terrazza. Lord Charles vede una figura uscire dalla finestra dello studio, e i due gentiluomini vi si precipitano, accorgendosi che i piani sono spariti. Carlile racconta di averli lasciati sul tavolo, per poi uscire nel corridoio, distratto da urlo della cameriera, che sosteneva di aver visto un fantasma. Sir George chiama Poirot, che arriva nel cuore della notte, e viene informato degli eventi e sui sospetti riguardo alla signora Vanderlyn. Poirot nota che non ci sono impronte nel giardino, il che significa il furto è stato commesso da qualcuno che è ancora in casa. Capisce che Leonie si è messa a urlare perché Reggie l'ha baciata. Lady Julia crede che suo figlio Reggie abbia rubato i piani perché è a corto di soldi, e promette a Poirot che verranno restituiti a patto che non venga presa alcuna misura contro di lui. Poirot sa bene che Lady Julia si sbaglia, dato suo figlio era impegnato con Leonie al momento del furto. Tutti i presenti dimostrano di avere un alibi tranne Carlile e Lord Charles. Poiché Carlile aveva accesso libero alla cassaforte in qualsiasi momento, l'unico sospettato rimane Lord Charles. Poirot non ha dubbi che Lord Charles abbia nascosto i piani, perché ricattato da qualche forza straniera. Lord Charles confessa, ma spiega di aver alterato i piani, in modo tale da renderli inservibili.

### Lo specchio del morto
Poirot riceve una lettera da Gervase Chevenix-Gore, il quale lo invita nella sua residenza per affidargli un delicato incarico. Una volta arrivato, Poirot, scoprirà che l'uomo si è suicidato pochi istanti prima del suo arrivo. Poirot non è convinto del suicidio e vuole dimostrare che Sir Gervase è stato assassinato. Poirot incontra la moglie di Chevenix, Vanda, la figlia adottiva Ruth e suo cugino Hugo e la signorina Lingard, una segretaria. Chevenix-Gore, non era un uomo molto amato, perciò molti vengono sospettati, compresi figlia e suo nipote. Viene rivelato che Ruth si è sposata in segreto con un certo Lake, agente di Chevenix-Gore, mentre Hugo è fidanzato con Susan (un altro ospite della casa).
Poirot riunisce tutti nello studio. Racconta di aver scoperto che Chevenix intendeva diseredare Ruth se non avesse sposato Hugo Trent. Ma era troppo tardi, dato che la ragazza aveva sposato Lake. Poirot rivela che è stata Ruth ad uccidere Chevenix, ma è la Lingard a confessare l'omicidio. Lei è la vera madre di Ruth e ha ucciso Chevenix per impedirgli di diseredarla. 

### Triangolo a Rodi
Desiderando una vacanza libera dai crimini, Poirot si reca a Rodi. Sull'isola viene introdotto il personaggio di Valentine Chantry, una donna molto bella che sembra cedere alle attenzioni di Douglas Gold, accompagnato dalla moglie Marjorie. Anche Valentine è sposata, con un tale Tony Chantry. Una sera mentre si trovano tutti e quattro insieme, Valentine muore avvelenata a causa di un cocktail offertole da Gold. L'uomo è il principale sospettato, anche perché viene trovata della strofantina nel suo smoking. Poirot si accorge che è stato Chantry a mettergliela in tasca. Il detective svela alla polizia di aver scoperto che Chantry e Marjorie erano innamorati, ma non potevano sposarsi perché Douglas, un cattolico, non acconsentiva al divorzio. Per questo motivo, Chantry e Marjorie avevano deciso di uccidere Valentine e assicurarsi che Douglas fosse accusato.

## Adattamento televisivo
Tutte e quattro le storie compaiono nella serie televisiva Poirot (Agatha Christie's Poirot) in episodi della durata di un'ora. David Suchet recita nel ruolo principale di Hercule Poirot. I personaggi di Hastings (interpretato da Hugh Fraser) e Felicity Lemon (interpretata da Pauline Moran) appaiono in tutte le storie trasmesse in televisione ad eccezione di Triangolo a Rodi, anche se non sono presenti nella versione cartacea. Oltre a comparire in Delitto nei Mews, le versioni televisive di Il furto incredibile e Lo specchio del morto includono anche Philip Jackson nel ruolo dell'Ispettore Japp.

## Edizioni italiane
- Quattro casi per Hercule Poirot, traduzione di Grazia Griffini e Lidia Lax, Collana Gialli Mondadori. Tutti i racconti di Agatha Christie n.3, Milano, Arnoldo Mondadori Editore, giugno 1981. - Collana Oscar Gialli n.213, Mondadori, maggio 1990; Collana Oscar Narrativa n.1454, Mondadori, 1995, ISBN 978-88-043-9761-8; Collana Oscar Scrittori Moderni, Mondadori, 2002, ISBN 978-88-045-0850-2; Collana Oscar Gialli, Mondadori, 2020, ISBN 978-88-047-2921-1.
- in Delitto nei Mews. Quattro casi per il celebre Hercule Poirot, trad. di Lidia Lax, I Classici del Giallo Mondadori n.749, 10 ottobre 1995.